# Gorizia
Gorizia (em friulano Gurize, em esloveno Gorica e em alemão Görz) é uma comuna italiana da região do Friuli-Venezia Giulia, província de Gorizia, com cerca de 35.401 habitantes. Estende-se por uma área de 41 km², tendo uma densidade populacional de 863 hab/km². Faz fronteira com Farra d'Isonzo, Mossa, San Floriano del Collio, Savogna d'Isonzo.
O nome Gorizia deriva do substantivo esloveno gorica (lê-se gorítsa), diminutivo de gora (monte), e significa colina.
Desde 1947, uma "cidade-gêmea" surgiu do outro lado da fronteira (atual fronteira Itália-Eslovênia). A região foi objeto de disputa territorial entre a Itália e a Iugoslávia depois da Primeira Guerra Mundial: depois da definição das novas fronteiras, a cidade velha ficou sob domínio italiano, enquanto que Nova Gorica foi construída no lado iugoslavo. As duas cidades constituem uma conurbação, que também inclui o município esloveno de Šempeter-Vrtojba. Desde maio de 2011, essas três cidades passaram a forma uma mesma área metropolitana administrada por uma única junta.

## Demografia
| Variação demográfica do município entre 1861 e 2011                               |
|                                                                                   |
| Fonte: Istituto Nazionale di Statistica (ISTAT) - Elaboração gráfica da Wikipedia |

## Personalidades
- Antonio Rotta (1828-1903), pintor de gênero famoso
- Carlo Rubbia (1934), Prémio Nobel de Física de 1984

## Fotografias

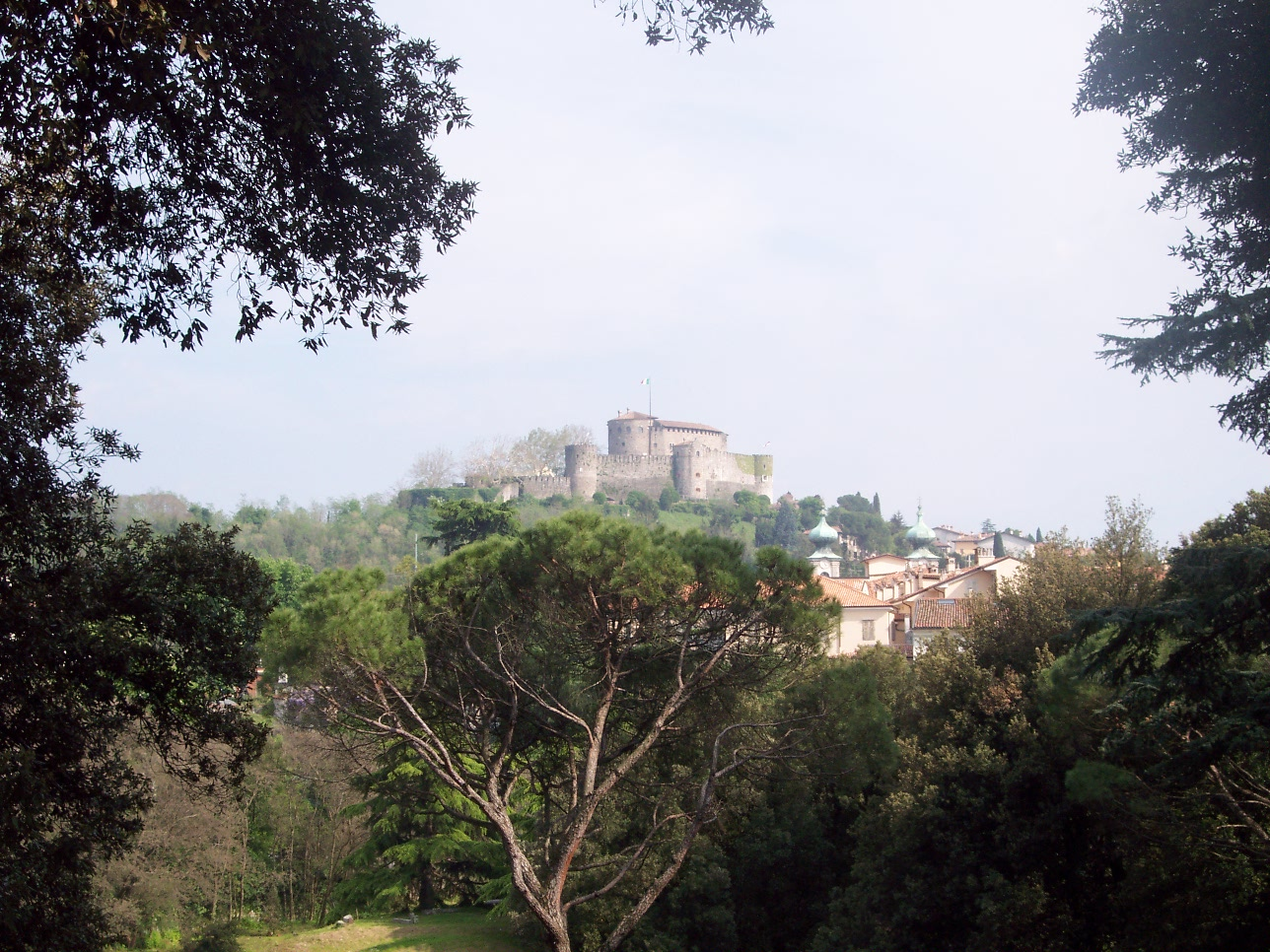
O Castelo de Gorizia
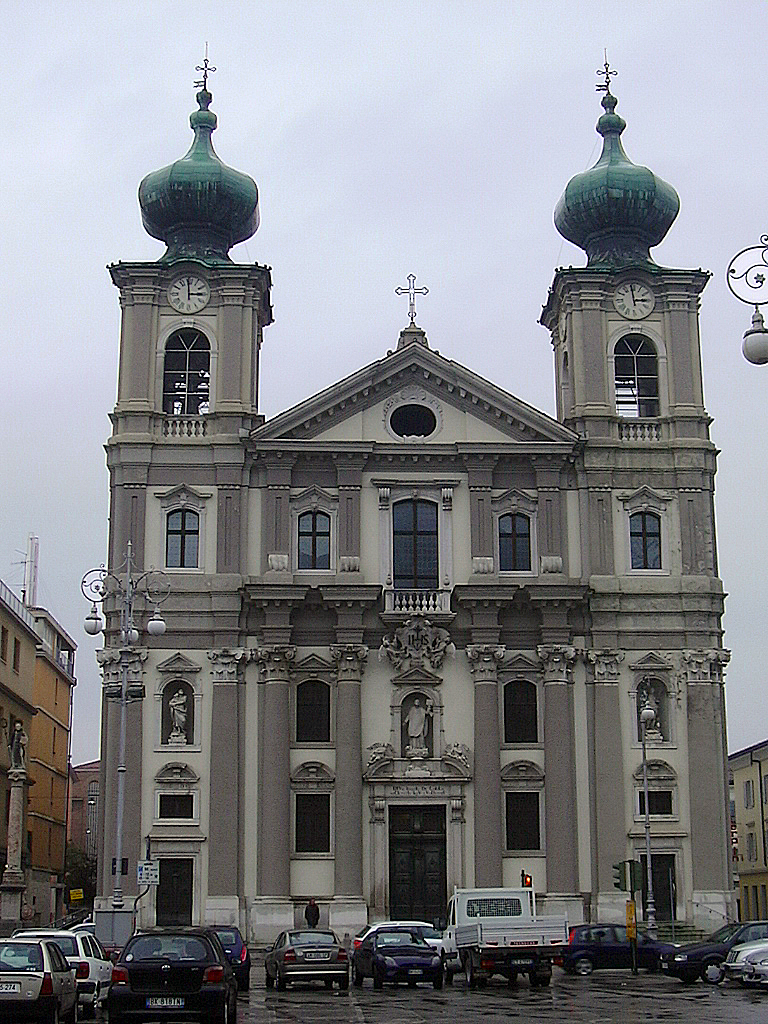
A igreja de Santo Inácio
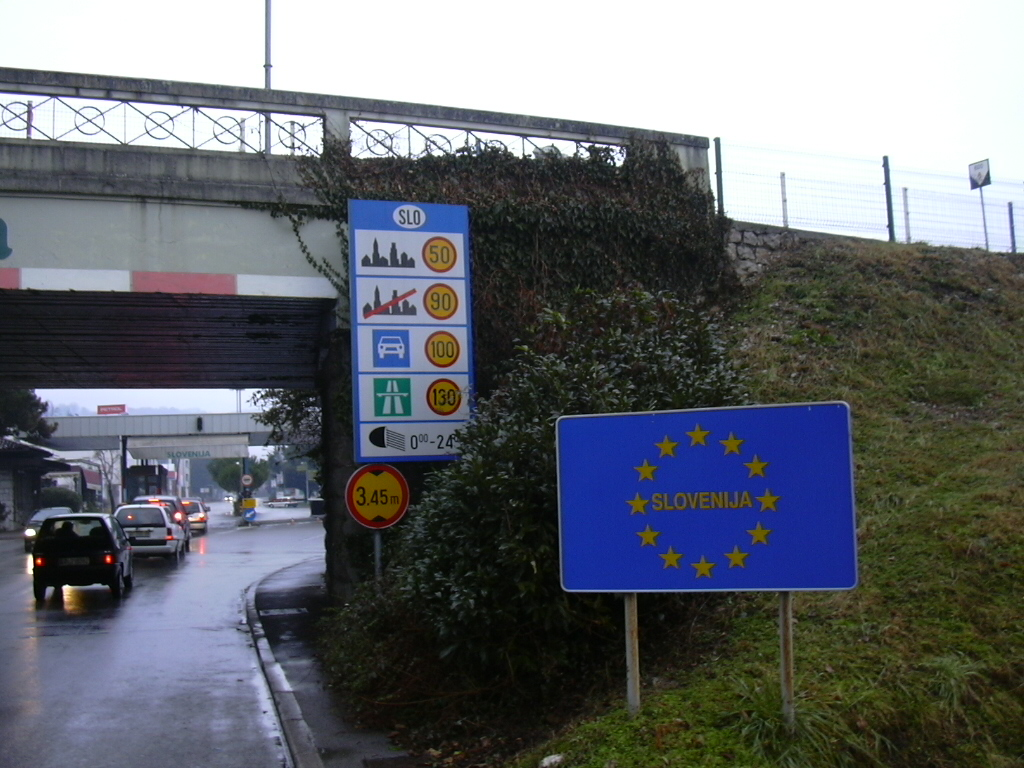
A fronteira entre Itália (Gorizia) e Eslovênia (Nova Gorica)